# Percophis
Percophis is een monotypisch geslacht van de familie van baarszalmen (Percophidae) en kent 1 soort.

## Taxonomie
Het geslacht kent de volgende soort:
- Percophis brasiliensis Quoy & Gaimard, 1825 (Braziliaanse eendenbek)[1]